# Raven Hart
Raven Hart (Filadelfia, Pensilvania; 3 de mayo de 1977) es una actriz pornográfica, modelo erótica y fetichista, dominatrix y estríper estadounidense.

## Biografía
Nació en la ciudad de Filadelfia (Pensilvania) en mayo de 1977, en el seno de una familia de orígenes mediterráneos (italiana, portuguesa, española y griega) y bálticos (letona y lituana). Tras algunos trabajos menores de oficina, comenzó su carrera profesional como modelo de cámara web, para más tarde pasar a trabajar, durante cinco años, como estríper en locales de su ciudad natal, de Nueva York y de Atlantic City.
Después de esta etapa comenzó a trabajar como dominatrix. Con amigos y compañeros dentro de la industria pornográfica, fue un amigo suyo, el actor pornográfico Tom Moore, quien la animó para intentarlo como actriz. Tras algunos cástines, de la mano de la agencia OC Modelings, debutó como actriz pornográfica en diciembre de 2016, rodando sus dos primeras escenas, con Jessy Jones y Arya Fae, para el portal Brazzers.
Como actriz ha trabajado para productoras como Evil Angel, Dogfart, Kink.com, Jules Jordan Video, Brazzers, Elegant Angel, Zero Tolerance, Naughty America, Devil's Film o Filly Films, entre otras.
Ha rodado más de 90 películas como actriz.
Algunos trabajos de su filmografía son Anal Craving Milfs 3, Big Tit Office Chicks 2, Blacks On Cougars 16, Dredd VS. MILF, It's a Mommy Thing 9, MILF Private Fantasies, My Black Stepson o Squirting Housewives 2.

## Premios y nominaciones
| Año  | Ceremonia   | Resultado | Premio                        | Trabajo |
| ---- | ----------- | --------- | ----------------------------- | ------- |
| 2018 | Premios AVN | Nominada  | Premio fan: MILF más caliente | —       |
| 2019 | Premios AVN | Nominada  | Premio fan: MILF más caliente | —       |